# Johnson County, Kentucky
Johnson County är ett administrativt område i delstaten Kentucky, USA, med 23 356 invånare. Den administrativa huvudorten (county seat) är Paintsville. 
Jonhson County är uppkallat efter Richard Mentor Johnson som var USA:s 9:e vice-president.

## Geografi
Enligt United States Census Bureau så har countyt en total area på 684 km². 677 km² av den arean är land och 6 km² är vatten.

### Angränsande countyn
- Lawrence County - nord
- Martin County - öst
- Floyd County - syd
- Magoffin County - sydväst
- Morgan County - nordväst

## Kända personer från Johnson County
- Loretta Lynn, countrysångerska
- Crystal Gayle, countrysångerska
- Jim Ford, singer-songwriter